# Пропавшее оружие
«Пропавшее оружие» (кит. 寻枪, пиньинь Xún Qiāng) — китайский фильм, снятый в 2002 году китайским режиссёром Лу Чуанем по мотивам одноимённого произведения. Полнометражный дебют режиссёра.

## Сюжет
Простой полицейский небольшого китайского городка Ма Шань (Цзян Вэнь), просыпается с тяжёлым похмельем после свадьбы своего брата. Собираясь на работу, он обнаруживает исчезновение табельного пистолета. Первоначально он подозревает членов семьи, но быстро убеждается в их непричастности. Отправившись к брату, он понимает, что на свадьбе — единственном месте, где он мог потерять оружие, присутствовало более пятидесяти человек, причём нет их точного списка. Он даже не может выяснить, кто отвозил его домой и кто ехал вместе с ним. Прибыв на работу, он узнаёт, что ему и его коллегам полагается вознаграждение от компартии. Однако после известия о пропаже оружия вознаграждение отзывают, а к ним приезжает глава всей областной полиции. Дело крайне серьёзное: любое частное владение оружием запрещено, простому человеку пистолет не нужен, значит оружие попало в руки преступников. Ситуация осложняется тем, что в пистолете оставалось три патрона, что означает три потенциальных трупа. Кроме того, профессионал может убить одной пулей двух и более человек. Начальство приказывает в течение нескольких дней найти оружие, подключив к этому делу отдел по борьбе с мафией. В противном случае Ма Шаня ждёт увольнение, а возможно и привлечение к суду.
Выяснив, что даже у местных бандитов нет оружия, полицейский отправляется в путь и скоро ловит незадачливого вора, который при задержании стреляет в него из сигнального пистолета, что, конечно, не причиняет Ма Шаню вреда, и герой получает в своё распоряжение муляж пистолета — точную копию утраченного оружия.
Вернувшись домой герой засыпает, а утром его будит телефон: убита его бывшая возлюбленная — Ли Сяомэн (Нин Цзин), причём именно из пропавшего оружия, и Ма Шань становится главным подозреваемым. Сумев оправдаться, полицейский понимает, что истинной целью убийцы был Чжоу Сяоган (Ши Лян) - местный бизнесмен и ликёроводочный магнат и любовник Ли Сяомэн. Полиция берёт его под наблюдение, рассчитывая, что преступник, у которого осталось ещё два патрона, сам придёт за ним. В это время Ма Шань решается на авантюру. Спрятав бизнесмена в подвале своего дома, он, переодевшись в его одежду, отправляется на вокзал и ждёт. После длительного ожидания, к нему сзади подходит человек и выстрелом тяжело ранит Ма Шаня. Преступником оказывается мелкий разносчик лапши — заика Лю, у которого от низкосортного алкоголя, купленного у бизнесмена, умерли родные. Поняв свою ошибку, тот собирается вернуться в дом Ма Шаня и убить бизнесмена последним патроном, но полицейский достаёт отобранный у вора стартовый пистолет и провоцирует Лю выстрелить, истратив тем самым последний патрон. Несмотря на тяжёлые раны, Ма Шань счастлив: оружие найдено в срок, а преступник больше никого не убьёт. Прибывший отряд спецназа арестовывает убийцу, а главный герой, получив назад своё оружие, счастливо идёт по перрону, не обращая внимания на свои раны.

## Награды
Фильм получил награду на Пекинском студенческом кинофестивале в 2002 году за лучший режиссёрский дебют.